# Zusters van Sint Walburga
Zusters van Sint Walburga is een arrest van de Nederlandse Hoge Raad (HR 31 oktober 1986, NJ 1987/173) dat betrekking heeft op godsdienstvrijheid.

## Casus
Een seksclub gevestigd op de Amsterdamse Wallen aan de Oudezijds Voorburgwal presenteerde zichzelf als "De Kloosterorde der Zusters van Sint Walburga, Sectie Nederland" (hierna: Sint Walburga), en stelde een zelfstandig onderdeel te zijn van het kerkgenootschap de Kerk van Satan. Tot de ‘godsdienstuitoefening’ van Sint Walburga behoorde het aanbieden van seksshows.

### Artikel 123 Sv
De presentatie van Sint Walburga als zelfstandig onderdeel van een kerkgenootschap was kennelijk bedoeld om te worden gevrijwaard van regelmatige politiecontrole. In artikel 123 Sv was destijds namelijk bepaald:

Artikel 123. In de gevallen waarin krachtens dit wetboek het betreden van plaatsen is toegelaten, geschiedt dit, buiten het geval van ontdekking op heterdaad niet:

1° (…)

2° In de lokalen, voor den godsdienst bestemd, gedurende de godsdienstoefening; (...)

Dus buiten het geval van heterdaad is het betreden van lokalen voor de godsdienst bestemd gedurende de godsdienstoefening niet toegestaan voor politiecontrole. Een ambtenaar van politie die toevallig aanwezig is, moet wachten tot het einde van de godsdienstoefening om personen aan te houden of zaken in beslag te nemen.

## Procesgang
Sint Walburga heeft de Staat der Nederlanden gedagvaard en gevorderd "om zich te onthouden van het geven van opdrachten aan ambtenaren van politie tot regelmatig routinematig onderzoek in het klooster van Sint Walburga zonder dat er ernstig concreet vermoeden van misdrijf is gerezen (...)." Eiser stelde dat de seksclubachtige activiteiten het karakter van een godsdienstoefening hadden en dat de lokaliteit daarvoor bestemd was.
De president van de rechtbank heeft in kort geding de vordering van Sint Walburga niet-ontvankelijk verklaard. In hoger beroep heeft het hof de vordering ontvankelijk verklaard en vervolgens afgewezen. De Hoge Raad heeft het cassatieberoep verworpen.

### Hof
Het hof heeft vastgesteld dat Sint Walburga niet aangemerkt kan worden als zelfstandig onderdeel van een kerkgenootschap. Om als kerkgenootschap te gelden wordt de eis gesteld dat het om godsdienst gaat en dat de aanhangers een gestructureerde organisatie hebben. Het hof overwoog:

De eerste vraag is of de Kerk van Satan als een kerkgenootschap in de zin van dit artikel [art. 2:2 lid 1 BW] kan gelden. In de rechtsliteratuur wordt wel aangenomen dat de wetgever hier alleen aan de christelijke en joodse kerkgenootschappen gedacht heeft, zodat alleen deze een beroep op voormeld artikel kunnen doen.

Vaststaat blijkens de overgelegde producties dat de Kerk van Satan ondanks het gebruik van kennelijk aan de rooms katholieke kerk ontleende woorden als kerkprovincie, zusters, moeder-overste en abdis niet tot de christelijke of joodse godsdienst behoort.

Het hof is voorshands van oordeel dat gezien de huidige multiculturele samenleving van ons land en de in art. 6 Grondwet en diverse internationale verdragen verankerde gelijkheid van alle godsdiensten tegenover de Staat ook aan de aanhangers van andere dan de christelijke en joodse godsdienst het recht toekomt zich op voormeld artikel te beroepen. Hieraan dient dan echter wel de eis gesteld te worden dat het om godsdienst gaat en dat de aanhangers een gestructureerde organisatie hebben. Beide zijn voorshands onvoldoende komen vast te staan.

Volgens het hof is geen sprake van een kerkgenootschap dat een zelfstandig onderdeel als Sint Walburga zou kunnen instellen.
Daarnaast "kan Sint Walburga (...) ook niet als zelfstandig onderdeel van een kerkgenootschap gelden gezien de aard van de activiteiten."
(seksuele shows, pornofilms, alcoholconsumptie op ruime schaal)
Het hof heeft ambtshalve vastgesteld dat sprake is van een vereniging, reden waarom de vordering van Sint Walburga wel ontvankelijk is verklaard, om vervolgens te worden afgewezen.

### Hoge Raad
De Hoge Raad kwam tot de conclusie dat het hof geen blijk heeft gegeven van een onjuiste rechtsopvatting. Het cassatieberoep werd verworpen.
De Hoge Raad overwoog:

Het hof heeft uit de door de Staat overgelegde processen-verbaal van politie afgeleid dat de activiteiten van Sint Walburga zich niet onderscheiden van die van een gewone seksclub en dat noch bij betalende bezoekers noch bij de door Sint Walburga als 'zusters' aangeduide optredende vrouwen enigerlei religieuze ervaring is waar te nemen.

## Conclusie
Sint Walburga wordt niet aangemerkt als onderdeel van een zelfstandig kerkgenootschap.
Het gebouw is geen "lokaal voor den godsdienst bestemd". Een seksshow is geen godsdienstoefening.